# Gérard E. Weil
Pour les articles homonymes, voir Weil.
Gérard Emmanuel Weil, né le 5 novembre 1926 à Strasbourg et mort le 28 octobre 1986 à Lyon, était un professeur d'université et chercheur français hébraïsant et bibliste.

## Carrière et travaux
Il a été professeur à l'Université Nancy-II, puis à partir de 1978 à l'Université Lyon-III, où il était le directeur du Centre d'analyse et de traitement automatique de la Bible (CATAB). Son domaine de recherche était le texte massorétique de la Bible hébraïque.
Il a notamment participé de 1969 à 1976 avec l'équipe de la Deutsche Bibelgesellschaft (Société biblique allemande) à l'édition de la Biblia Hebraica Stuttgartensia (BHS), édition du texte massorétique de la Bible hébraïque conservé dans le Codex de Léningrad, augmenté de notes massorétiques. Il s'y est occupé du traitement et du développement des annotations et des notes massorétiques ; il avait marqué certains passages de la massora parva (« petite massore » : les notes dans les marges latérales ou entre les colonnes) avec la mention Sub Loco ; depuis lors, les notes de ce type sont appelées Sub Loco Notes. Gérard E. Weil édite en 1971 Massorah Gedolah juxta codicem Leningradensem, B 19a à l'Institut Biblique Pontifical, première édition de la massora magna (« grande massore » : notes plus longues, dans les marges supérieures et inférieures).
Il a reçu en 1964 le prix Delalande-Guérineau de l'Académie des inscriptions et belles-lettres pour son ouvrage Élie Levita, humaniste et massorète, 1469-1549.
En 2017, la famille de Gérard E. Weil donne à la Bibliothèque d'Antiquité d'Aix (BiAA) la bibliothèque personnelle du chercheur.

## Publications (sélection)
- Avec l'équipe de la Deutsche Bibelgesellschaft (Société biblique allemande) : Biblia Hebraica Stuttgartensia. Textum masoreticum curavit H. P. Rüger. Masoram elaboravit G. E. Weil, Stuttgart, 1969-1975, 15 fascicules ; seconde édition, 1984.
- Elie Lévita humaniste et massorète (1469-1549), Leyde, Brill, 1963 (collection : Schriftenreihe Studia post-biblica ; 7), 428 p.[8],[9].
- Initiation à la Massorah. L'introduction au Séphèr Zikhronōt d'Elie Lévita, Leyde, Brill, 1964, 85 p.
- Massorah gedolah = Masora magna : juxta codicem Leningradensem, B 19 a, Rome, Pontificium Institutum Biblicum, 1971, 463 p.
- Avec P. Rivière et M. Sarfaty, Concordance de la cantilation du Pentateuque et des cinq Megillot, Paris, Éditions du Centre national de la recherche scientifique, 1978, 449 p. (collection : Documentation de la Bible ; 1)  (ISBN 2-222-02291-6)[10].
- La bibliothèque de Gersonide, d'après son catalogue autographe, texte de Gérard E. Weil, édité après sa mort par Frédéric Chartrain, avec la collab. d'Anne-Marie Weil-Guény et Joseph Shatzmiller, Louvain et Paris, E. Peeters, 1991, 149 p. (collection : Revue des études juives ; 10)  (ISBN 90-6831-352-5)[11].